# Poetry (tom Thomasa Oldhama)
Poetry – tom wierszy angielskiego geologa i poety Thomasa Oldhama, opublikowany w 1840. zawiera między innymi utwory The Muse's Triumph, Elegy on the Death of Chatterton, Sylvia's Elegy on Her Dead Canary-Bird, To Julia, Ditto, Sonnet, on Taking a Favourite Walk after Recovery from Sickness, Sonnet, Written on my Birth Day, Eclogue – Spring, Eclogue – Summer, Epistle to a Friend, To Delille, Ode Written on the Night of the Illuminations for Lord Howe's Victory on 1st June, 1793, Ode to Horror, Ode to Hope, Ode to the Duke of Wellington, Description of a Conflagration, To Spring, To Winter, The Desperation and Madness of Guilt.